# Football Club Belize
Le Football Club Belize est un club de football du Belize fondé en 2005 qui évolue dans la Belize Premier Football League. Il est basé à Belize City et son stade est le MCC Grounds.
Le club est champion du Belize en 2006-2007 et en 2007.